# Páholy (Rózsakeresztes Rend)
A páholy az egyiptomi és görög hagyományokat ápoló Rózsakeresztes rend testületi szerve (azaz helyi szervezeti egysége). Taglétszámát tekintve a Káptalan csoportot követi[forrás?].

## Szervezeti felépítése
A páholy a Rózsakeresztes rend joghatóság alapvető testületi szerve. Minden nagypáholy, illetve adminisztráció legalább egy olyan ún. tempellel kell rendelkezzen, amely páholy-konvokációk, azaz páholy-szertartások végzésére alkalmas. A páholyt a mester vezeti, akinek a munkáját tisztségviselők segítik. A rituálék a legfelsőbb nagypáholy által jóváhagyott Páholy kézikönyv alapján, egységes keretek között zajlanak a világ minden részén. Több helyi páholy is lehetséges az adott országon, nyelvterületen belül.

## Tevékenységek
Tevékenységének, a rendhez hasonlóan nincs vallásos jellege, célja a rózsakeresztes tanítások közös gyakorlása, mely szertartást, közös meditációt is magában foglal. Általában havonta legalább egy rendezvényt tartanak, a csoport által önállóan meghatározott - előre meghirdetett - időpontokban. Ezen kívül nyílt napokat, kirándulásokat, esetenként nyilvános előadásokat, konferenciákat szerveznek. A páholy-szertartások szimbolikájukban és összetettségükben a legkomplexebbek. Beavatásokat csak páholyban lehet végezni és ez a szertartásforma képezi a rózsakeresztes tradíció ún. "szóbeli átadás" útján történő továbbadásának gerincét.

## Magyarországon
- Magyarországon egy Rózsakeresztes páholy létezik Tatán, a Rózsakeresztes rend magyar-nyelvű joghatóságának székhelyén.

## Kapcsolódó információk
- Az AMORC nemzetközi portálja
- Az AMORC magyarországi weboldala